# Arbetslöshetsförsäkring
Arbetslöshetsförsäkring kallas försäkringar som har till syfte att utdela ersättning till personer som ofrivilligt mist sitt anställning. Denna typ av försäkring växte fram under 1800-talet i samband med fackliga hjälpkassor. Arbetslöshetsförsäkringen brukar räknas som en del av socialförsäkringen, som även räknar in sjukförsäkring, en stor del av pensionen med mera.

## Exempel från olika länder
- I Sverige är ersättningen maximalt 80 procent av tidigare lön.